# 陈保颐
陈保颐，浙江余杭人，是一名清朝官员。
陈保颐曾于1904年接替张宝瑔任南汇县知县一职，1905年由李超琼接任。